# Широкопера акула звичайна
Широкопера акула звичайна (Lamiopsis temminckii) — акула з роду Широкопера акула родини сірі акули.

## Опис
Загальна довжина досягає 1,7 м, зазвичай — 1,2-1,4 м. Голова середнього розміру, широка, сплощена. Морда подовжена, ніс загострений. Очі відносно маленькі. Ніздрі маленькі. Рот широкий. Зуби дрібні та вузькі. На верхній щелепі зуби ширші за зуби на нижній щелепі. У неї 5 пар зябрових щілин. Тулуб обтічний. Грудні плавці дуже великі та широкі, трикутної форми, з гострими кінчиками. Розташовані біля 4-ї пари зябрових щілин. Має 2 спинних плавця з характерним довгим вільним кінцем задньої крайки та округлими кінчиками. Передній трохи більше за задній, розташовано позаду грудних плавців. Задній спинний плавець розташовано навпроти анального. Черевні та анальний плавці високі, майже однакового розміру. Хвостовий плавець серпоподібний, гетероцеркальний, верхня лопать дуже витягнута на відміну від нижньої.
Забарвлення спини сіре з жовтуватим або коричнюватим відтінком. Черево має білий колір.

## Спосіб життя
Тримається на глибині до 50 м. Воліє до прибережної акваторії. Живиться дрібною костистою рибою й головоногими молюсками.
Це живородна акула. Вагітність триває 8 місяців. Самиця з квітня до травня народжує від 2 до 4 акуленят.

## Розповсюдження
Мешкає від узбережжя Пакистану до Таїланду та біля південного Китаю.